# Eric Boateng
Pour les articles homonymes, voir Boateng.
Eric Boateng, né le 20 novembre 1985 à Londres, en Angleterre, est un joueur anglais de basket-ball. Il évolue au poste de pivot.

## Biographie
Début 2014 il signe à Pau-Lacq-Orthez, dans le championnat français.
En juin 2015 il signe à l'ADA Blois Basket 41 qui évolue en Nationale 1. En 2016, Eric Boateng et son équipe remporte le trophée des champions de France de Nationale 1 et accèdent à la Pro B. 
En novembre 2016, il signe de nouveau avec l'ADA Blois Basket 41 qui évolue maintenant en Pro B.
En août 2017 il intègre le Club de Saint-Vallier Basket Drôme qui évolue en NM1.